# Ostmark (Àustria)

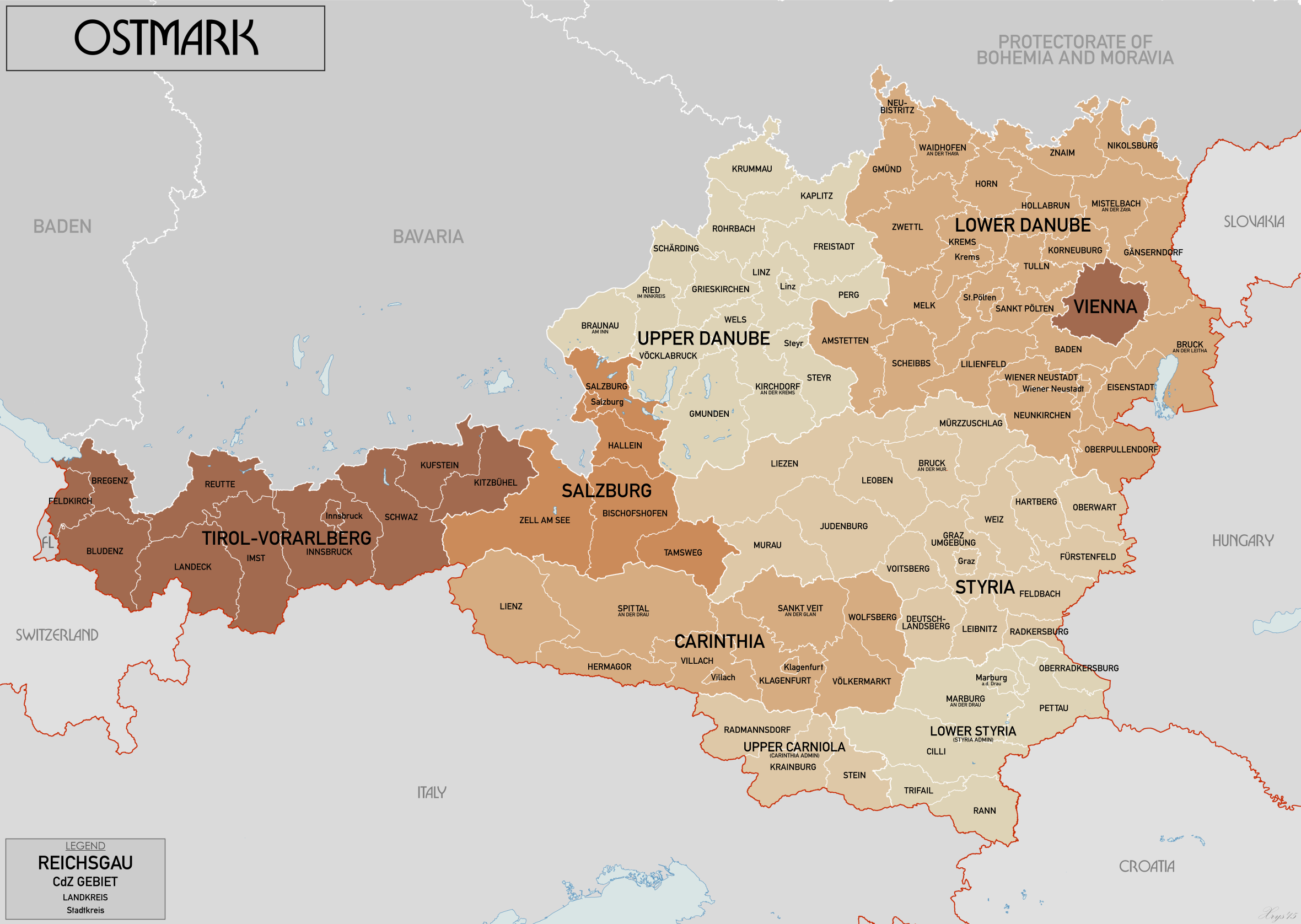
Ostmark el 1941

Ostmark (pronunciació alemanya: [ˈʔɔstmaʁk] ( escolteu-ho): "marca Oriental") era el nom utilitzat per la propaganda Nazi des del 1938 fins al 1942 per referir-se a l'antiga Primera República austríaca. El març del 1938 l'Alemanya de Hitler s'annexionà el país, fet conegut amb el nom de Anschluss. Amb el nom d'Ostmark es recordava la medieval marcha orientalis, o Marca d'Àustria, del segle x. A partir del 1942 com que el terme "Ostmark" recordava massa a l'antic estat independent d'Àustria és reemplaçat pel de Donau-und Alpenreichsgaue (en català, "Reichsgaue del Danubi i dels Alps"). Amb l'ocupació aliada d'Àustria després de la Segona Guerra Mundial, es va restaurar l'estat austríac dins les seves fronteres anteriors al 1938 d'acord amb la Declaració de Moscou del 1943.

## Subdivisió
Segons el Ostmarkgesetz amb efecte d'1 maig del 1939 els antics set Estats federats d'Àustria eren reorganitzats en set Reichsgaue (plural de Reichsgau) sota l'autoritat d'un oficial governamental que era alhora Reichsstatthalter (governador) i Gauleiter (dirigent de Partit Nazi). Un Reichsgau era un nova institució administrativa que va reemplaçar els estats federats tant a Alemanya com a partir del 1938 a la ja desapareguda Àustria
- Caríntia, incloent el Tirol Oriental. Augmenta el seu territori afegint-hi la Caríntia eslovena i l'Alta Carniola com a territoris ocupats el 1941 arran de la Campanya dels Balcans.
- "Baix Danubi" (Niederdonau), per referir-se a la Baixa Àustria, amb capital a Krems un der Donau. Inclou els districtes del nord de Burgenland amb Eisenstadt i els territoris al voltant de Znojmo (Deutsch-Südmähren) de la Bohèmia meridional annexionats al "Sudetenland" en virtut de l'Acord de Múnic del 1938.
- Salzburg
- Estíria, incloent els districtes del sud de Burgenland; augmentat amb la Baixa Estíria  com a territori ocupat amb la Campanya dels Balcans del 1941.
- "Alt Danubi" (Oberdonau), nom per referir-se a l'Alta Àustria, incloent el Styrian Aussee regió (Ausseerland) i els territoris bohemis Del sud al voltant de Český Krumlov annexionat amb el "Sudetenland" segons els Acords de Múnic del 1938
- Tirol, i.e. Tirol del Nord, amb el districte administratiu de Vorarlberg
- Viena, constiitïda com a entitat administrativa pròpia deslligada de la Baixa Àustria a la qual tant abans com ara pertanyia. Se l'hi afegiren diversos municipis al voltant de la Baixa Àustria incorporats el 1938.